# نگر
نگر (به انگلیسی: Neger) یک زیردریایی است که طول آن ۷٫۶۰ متر (۲۴ فوت ۱۱ اینچ) می‌باشد.
یکی از تسلیحات متفاوتی که در جریان جنگ جهانی دوم مورد استفاده قرار گرفت اژدرهای سرنشین دار بودند. همانطور که از نام این وسیله بر می آید چیزی شبیه اژدر بود که توانایی حمل سرنشین را نیز داشت. این سلاح دریایی در عملیات های شبانه به آرامی خود را به هدف نزدیک می کرد و در نهایت با شلیک منجر به نابودی آن می شد. ایده ساخت وسیله  مذکور اولین بار توسط ایتالیایی ها و در اوایل جنگ جهانی دوم مطرح شد. با موفقیت در آزمایش های عملیاتی نمونه ایتالیایی که Maiale (خوک) نامگذاری شد؛ بریتانیایی ها نیز یک کپی از این زیردریایی را طراحی کرده و آنرا "ارابه" نامگذاری کردند. این اژدرهای سرنشین دار در واقع نوعی زیردریایی کوچک بودند که مهمترین ویژگی آنها "اندازه" کوچک و قابلیت های عملیاتی بود که برایشان تعریف شده بود.
با این ویژگی ها، کریگسمارینه(نیروی دریایی آلمان که بین سال‌های 1935 تا 1945 میلادی با این نام شناخته می‌شد) هم که نمی خواست در رقابت توانمندی های دریایی از طرف مقابل خود عقب بماند، اقدام به طراحی یک اژدر سرنشین دار کرد.
نِگِر نامی بود که آلمان ها برای سلاح تولیدی خود انتخاب کردند. و این گزینش که همان تلفظ آلمانی واژه نگرو در زبان انگلیسی محسوب می شود با توجه به نام سازنده این وسیله  Richard Mohr انجام شد. عنوان فامیل این فرد به مفهوم "مور" باز می گردد.
نمونه آلمانی اژدر سرنشین دار یک تفاوت اساسی با سایر تولیدات این کلاس داشت و آن عدم توانایی عملیات زیر آب بود! بدین ترتیب نگر آلمانی ها در واقع یک شناور محسوب می شد که می توانست در مقایسه با مشابه های زیر آبی خود با سرعت بیشتری حرکت کند. این شناور بین سال های 1943 تا 1945 در وضعیت عملیاتی قرار داشت و در نبرد نورماندی نیز مورد استفاده قرار گرفت.
اساس طراحی نگر بر اژدر G7e استوار شد که در اصل یک موشک سنگین وزن طراحی شده توسط نیروی دریای آلمان بود. این اژدر(G7e) قطری معادل 533 میلیمتر و طولی برابر با 7.16 متر داشت.
برای این شناور نظامی(نگر) موتور «آی‌ای‌جی-اِی‌وی 76 اِتو» در نظر گرفته شده بود که با توان 12 اسب بخار حرکت می‌کرد و یک پروانه در قسمت پشتی آن مسیر حرکت را مشخص می‌کرد تا در جهت‌های مختلف پیش برود. پروانه مذکور باعث می‌شد با حداکثر سرعت 4 گره دریایی با برد 48 مایل دریایی حرکت کند. بدنه لاغر و کشیده و شکل ظاهری هیدرودینامیکی آن نیز عاملی بود تا هنگام  حرکت قابلیت مانور بیشتری داشته باشد.
برخلاف نمونه های اروپایی که سرنشینان با لباس غواصی وسیله را هدایت می کردند؛ این شناور توانایی حمل یک سرنشین را داشت که از بخش گنبدی شیشه ای قسمت جلویی شناور می توانست وسیله را کنترل کند. محافظ به اصطلاح شیشه ای این کابین از جنس متیل متاکریلات ساخته شده بود که یکی از سخت ترین و محکم ترین پلیمرها با شفافیتی بالاتر از شیشه و البته سطحی صیقلی، براق و مقاوم در برابر عوامل جوی است.
نگر توانایی حمل یک اژدر را داشت که در قسمت زیرین آن نصب می شد و طولی برابر با خود شناور داشت. همانطور که در تصاویر می بینید یک میله فلزی نوک تیز نیز روی شناور و در برابر دید سرنشین نگر قرار دارد که این وسیله در واقع همان شاخص نشانه گیری برای شلیک اژدر است.
با توجه به اطلاعات موجود، کریگسمارینه 200 فروند نگر را تولید کرد. این سلاح مشکلاتی در عملکرد را هم با خود همراه داشت. برای نمونه گاهی اوقات هنگام شلیک؛ اژدر از نگر جدا نمی شد و به ناچار هر دو با هم به سمت هدف شلیک می شدند که این مساله سلامت سرنشین را نیز به خطر می انداخت.
گفتنی است ژاپنی ها نیز شناور پرسرعتی با نام کایتن را تولید کردند که حتی به عنوان سلاح انتحاری مورد استفاده قرار می گرفت.